# دانش جهانی

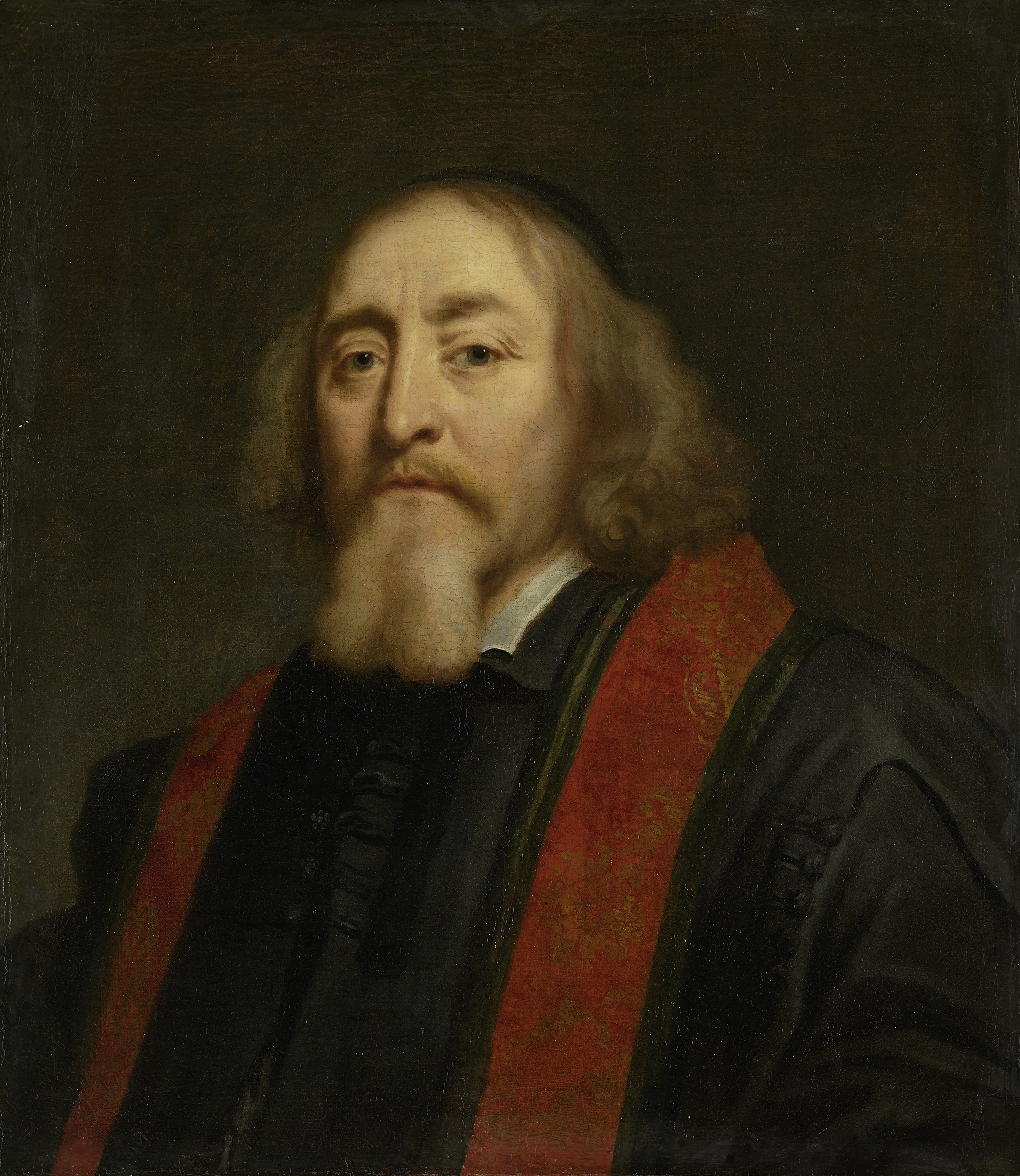
یان آموس کمنسکی، بنیانگذار پانسوفیسم (۱۵۹۲–۱۶۷۰)

دانش جهانی، پانسوفیسم (Pansophism) یا در اصطلاحی قدیمی‌تر پانسوفی، مفهومی در نظام آموزشی است که توسط یان آموس کمنسکی، مربی اهل موراویا پیشنهاد شد. آموزش کمنسکی متعاقب تلاش فرانسیس بیکن برای سازماندهی دانش بشری بود. او یکی از رهبران جنبش دایرةالمعارف یا پانسوفی قرن هفدهم است.

## اصل پانسوفی
اصل پانسوفی یکی از اصول مهم آموزش کمنسکی است که معتقد بود دانشنامه در دسترس همگان و به نوعی آموزش جهانی باشد.
پانسوفیسم اصطلاحی بود که عموماً توسط کمنسکی برای توصیف فلسفه آموزشی خود استفاده می‌شد. کتاب Pansophiae prodromus او (۱۶۳۹) با همکاری Samuel Hartlib در لندن منتشر شد. پانسوفی به عنوان "فهم حقیقت مترتب بر اشیا " تعریف شده که راهگشای مؤسسات دانشنامه‌ای بعدی است. ایده‌های او در رساله‌ای از طریق lucis، نوشته و نهایتاً در سال ۱۶۶۸ در آمستردام چاپ شد.